# Distretto di Ortaköy (Aksaray)
Il distretto di Ortaköy (in turco Ortaköy ilçesi) è uno dei distretti della provincia di Aksaray, in Turchia.